# Mathias J. Alten

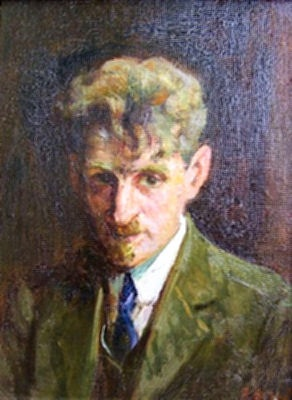
Selbstporträt von Mathias Alten

Mathias Joseph Alten (* 13. Februar 1871 in Gusenburg; † 8. März 1938 in Grand Rapids, Michigan) war ein deutsch-amerikanischer impressionistischer Maler.

## Leben
Mathias Joseph Alten und seine Familie wanderten 1889 vom Saarland in die USA aus, wo sie sich in Grand Rapids, Michigan niederließen. Dort begann Alten eine Ausbildung als Schildermaler sowie als Bühnenbildner und wurde zudem von dem örtlichen Maler Edward A. Turner in der Porträtmalerei ausgebildet. Im Jahr 1899 reiste er nach Europa, wo er u. a. an der Académie Julian in Paris in der Malerei weiterbildete. Nach seiner Rückkehr in die USA ließ er sich wieder in Grand Rapids nieder, wo er als Porträtmaler Erfolg hatte.
In der Folge widmete er sich auch der Landschaftsmalerei. Im Laufe seiner Karriere besuchte und malte er Szenerien u. a. in Old Lyme, Connecticut, Taos (New Mexico) sowie in Florida und an verschiedenen Orten in Europa, u. a. in den Niederlanden und in Spanien. Ab 1905 wurde er wiederholt zur Teilnahme an bedeutenden Ausstellungen eingeladen, u. a. an der National Academy in New York City, am Art Institute of Chicago, der Corcoran Gallery of Art in Washington, der Pennsylvania Academy of the Fine Arts und am Detroit Institute of Arts.
Gegen Ende seines Lebens galt Alten als der führende Maler in Michigan. Er starb im Alter von 67 Jahren in seinem Haus, 1593 East Fulton Street, in Grand Rapids, Michigan. Dieses Haus ist inzwischen als Denkmal in das National Register of Historic Places eingetragen.